# Филонома
Филонома је у грчкој митологији било име више личности.

## Митологија
- Била је Краугасова[1] или Трагасова кћерка[2] и друга супруга Кикна, владара Колоне у близини Троје. Филонома се заљубила у свог пасторка Тенеда, али је он одбио њену љубав. Зато га је оклеветала да је он наводи на прељубу. Кикно јој је поверовао и затворио је сина и кћерку Хемитеју у ковчег и бацио у море. Таласи су их однели на острво Леукофрис, касније названо Тенед. Кикно је касније открио да га је супруга лагала и живу ју је закопао. Ипак, опроштај од сина није добио.[3]

- Према Плутарху, кћерка Никтима и Аркадије, која је била пратиља богиње Артемиде. Са Арејем је имала синове Ликаста и Парасија, али их је по рођењу, у страху од оца, бацила у реку Еримант. Бог те реке је дечаке пренео у шупљи храст, где су се хранили млеком вучице, све док их није пронашао пастир Тилиф и одвео кући.[4]

## Биологија
Латинско име ове личности (Philonome) је назив рода лептира.